# Wierzbanowa
Wierzbanowa ist eine Ortschaft mit einem Schulzenamt der Gmina Wiśniowa im Powiat Myślenicki der Woiwodschaft Kleinpolen in Polen.

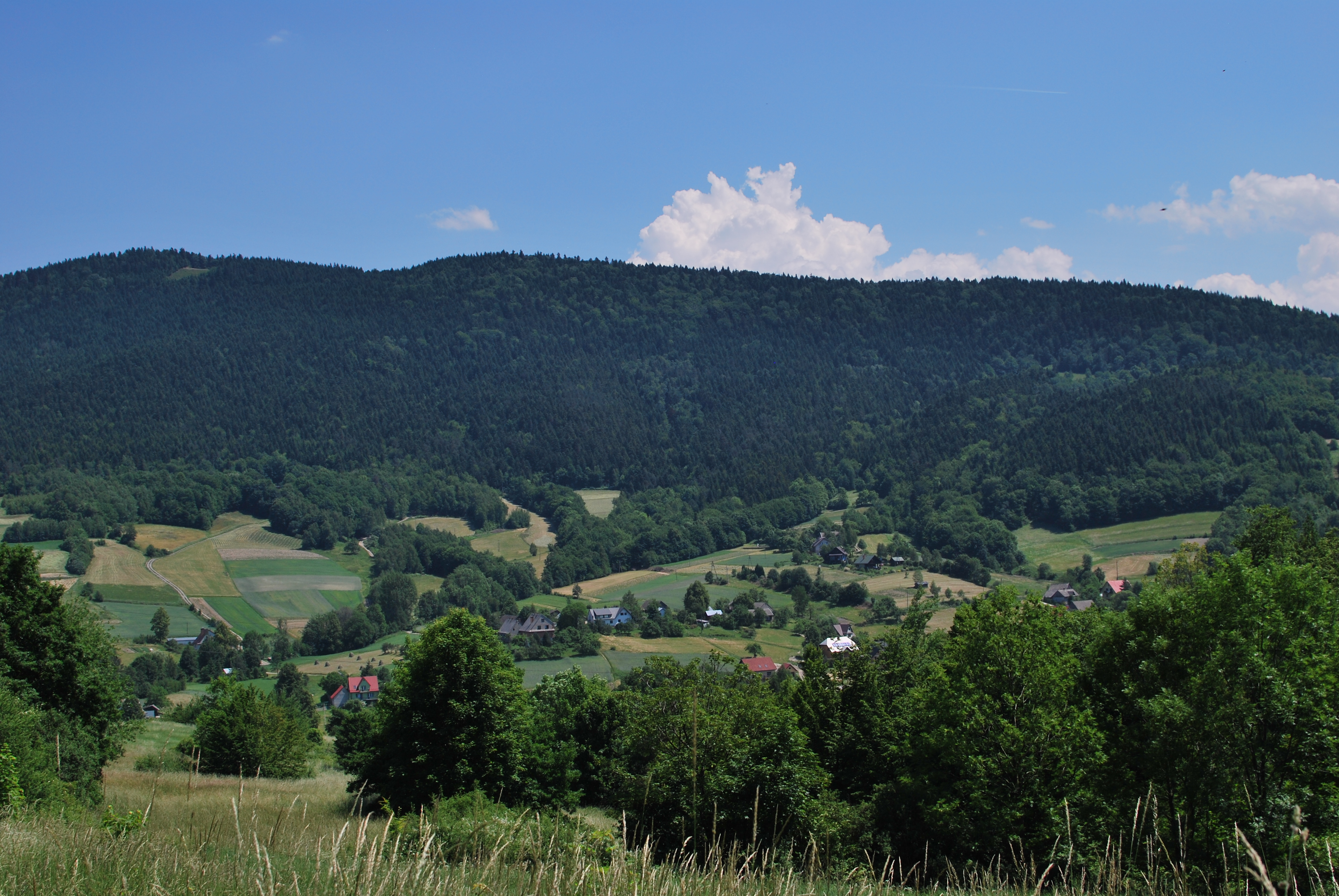
Blick auf das Dorf

## Geographie
Der Ort liegt am Bach Krzyworzeka, einem rechten Zufluss der Raba, in den Inselbeskiden, zwischen dem Berg Ciecień (829 m) im Nordosten und Wierzbanowska Góra (778 m) im Südwesten, 15 km südöstlich der Stadt Myślenice. Die Nachbarorte sind Wiśniowa im Norden, Przenosza im Osten, Wola Skrzydlańska im Südwesten, Kasina Wielka im Süden, Węglówka im Südwesten, sowie Kobielnik im Nordwesten.

## Geschichte
Der Ort wurde im Jahr 1349 als Villa Hermanni erstmals urkundlich erwähnt, als er vom Bischof Bodzęta an Wiśniowa eingepfarrt wurde. Der besitzanzeigende Name, vom Personennamen Herzman (≤ Herman) abgeleitet, änderte sich durch Herzmanowka (1365), Iezmanovca/Grimanowca (1390), Gyrzmanowca (1394), Irzmanowca (1398), Jrzmanowka (1404), Irzmanowicze (patronymisch mit dem Suffix -(ow)ice, 1414), Gisnanowka (1441), Hyrzmanowka (1443), Minor Syrzmanowka (1456), Irzmanowa/Yrzmanowa, villa sub parochia de Wysznyowa sita (Jan Długosz, 1470–1480), Jerzmanowka (1504), Hyrzmanowa (1510), Irzsmanowa (1516), Jrzmanowa (1528), Irzmanowa (1581, 1680), Wirszbanow (1772), Irzmanowa (Karte von Friedrich von Mieg, 1779–1782), auf Wierzbanowa. Diese Form enthielt jetzt das Wort wierzba (Weide) und den topographischen Namen ähnlich ist. 1365 wurde es mit dem benachbarten Wald an Goszcz, dem Sohn von Adam (Goszczius Ade) aus Wiśniowa, verliehen, um es ins deutsche Recht übertragen. 1414 wurde als Schultheiß eine Frau namens Katherina erwähnt.
Politisch und administrativ gehörte das Dorf zum Königreich Polen (ab 1569 in der Adelsrepublik Polen-Litauen), Woiwodschaft Krakau, Kreis Szczyrzyc.
Bei der Ersten Teilung Polens kam Wierzbanowa 1772 zum neuen Königreich Galizien und Lodomerien des habsburgischen Kaiserreichs (ab 1804).
Nach dem Umbruch des Ersten Weltkriegs in der Schlacht bei Limanowa stürmte dort am 5. Dezember 1914 der 14. Landwehrinfanterieregiment Brünn die russischen Stellungen. 1918, nach dem Ende des Weltkriegs und dem Zusammenbruch der k.u.k. Monarchie, kam Wierzbanowa zu Polen. Unterbrochen wurde dies nur durch die Besetzung Polens durch die Wehrmacht im Zweiten Weltkrieg. Es gehörte dann zum Distrikt Krakau im Generalgouvernement. Ab dem Herbst 1944 operierten dort einige Armeeeinheiten der Polnischen Heimatarmee.
Von 1975 bis 1998 gehörte Wierzbanowa zur Woiwodschaft Krakau.